# Elisabeth Davin
Elisabeth Davin (Virton, 3 juni 1981) is een Belgische atlete, die zich heeft gespecialiseerd in de sprint en het hordelopen. Ze vertegenwoordigde België een aantal maal bij grote internationale wedstrijden op de 4 x 100 m estafette, maar behaalde haar belangrijkste resultaten op de 100 m horden. In 2004, 2005 en 2008 werd ze Belgisch kampioene in deze discipline. De laatste jaren kreeg ze te maken met de concurrentie van Eline Berings.

## Loopbaan
In 2004 behaalde Davin haar eerste succes bij de senioren door Belgisch kampioene te worden op de 100 m horden. Een jaar later prolongeerde ze deze titel en werd vierde bij de Europacupwedstrijden in Leiria in 13,45 s.
Op zowel de Europese kampioenschappen van 2006 (Göteburg) als de wereldkampioenschappen van 2007 (Osaka) vertegenwoordigde ze België als reserveloopster op de 4 x 100 m estafette, maar hoefde in beide gevallen niet in te vallen. Ook op de Olympische Spelen van 2008 in Peking kwam ze als reserveloopster van de Belgische estafetteploeg niet in actie. Zodoende kreeg ze ook geen medaille uitgereikt.
Elisabeth Davin is aangesloten bij atletiekvereniging Dampicourt.

## Belgische kampioenschappen
Outdoor
| Onderdeel    | Jaar                   |
| ------------ | ---------------------- |
| 100 m horden | 2004, 2005, 2008, 2010 |

Indoor
| Onderdeel   | Jaar             |
| ----------- | ---------------- |
| 60 m        | 2009, 2010, 2011 |
| 60 m horden | 2005, 2011       |

## Persoonlijke records
Outdoor
| Onderdeel    | Prestatie | Datum        | Plaats            |
| ------------ | --------- | ------------ | ----------------- |
| 100 m        | 11,49 s   | 28 juni 2009 | La Chaux-de-Fonds |
| 100 m horden | 12,97 s   | 28 juni 2009 | La Chaux-de-Fonds |

Indoor
| Onderdeel   | Prestatie | Datum            | Plaats |
| ----------- | --------- | ---------------- | ------ |
| 50 m horden | 7,00      | 5 maart 2010     | Liévin |
| 60 m        | 7,33 s    | 21 februari 2010 | Gent   |
| 60 m horden | 8,02 s    | 4 maart 2011     | Parijs |

## Palmares

### 60 m
- 2005:  BK AC indoor - 7,55 s
- 2006:  BK AC indoor - 7,51 s
- 2007:  BK AC indoor - 7,52 s
- 2008:  BK AC indoor - 7,41 s
- 2009:  BK AC indoor - 7,35 s
- 2010:  BK AC indoor - 7,33 s
- 2011:  BK AC indoor - 7,38 s
- 2012:  BK AC indoor - 7,52 s
- 2013: 5e BK AC indoor - 7,71 s (in serie 7,70 s)

### 60 m horden
- 2004:  BK AC indoor - 8,64 s
- 2005:  BK AC indoor - 8,32 s
- 2007:  BK AC indoor - 8,33 s
- 2008:  BK AC indoor - 8,24 s
- 2009: 6e in ½ fin. EK indoor - 8,07 s
- 2010:  BK AC indoor - 8,26 s
- 2011:  BK AC indoor - 8,13 s
- 2012:  BK AC indoor - 8,29 s
- 2013: 4e BK AC indoor - 8,45 s

### 100 m horden
- 2003:  BK AC - 13,86 s
- 2004:  BK AC - 13,83 s
- 2005: 4e Europacup in Leiria - 13,45 s
- 2005:  BK AC - 13,82 s
- 2006:  BK AC - 13,77 s
- 2007:  Europacup in Odense - 13,33 s
- 2007:  BK AC - 13,52 s
- 2008:  BK AC - 13,09 s
- 2009:  BK AC - 13,11 s
- 2009: 9e Memorial Van Damme 13,17 s
- 2010:  BK AC - 13,20 s
- 2010: 6e in ½ fin. EK - 13,15 s (in serie 13,12 s)
- 2010: 9e Memorial Van Damme - 13,34 s
- 2012:  BK AC - 13,54 s
- 2013: 6e BK AC - 14,62 s

### 4 x 100 m estafette
- 2006: 4e Europacup in Praag - 44,49 s
- 2008:  Europacup in Leiria - 44,03 s